# 평원의 사나이
평원의 사나이(The Plainsman)는 미국에서 제작된 세실 B. 데밀 감독의 1936년 멜로/로맨스, 전쟁, 서부 영화이다. 게리 쿠퍼 등이 주연으로 출연하였고 세실 B. 드밀 등이 제작에 참여하였다. 알려진 다른 제목은 평원아이다.

## 출연

### 주연
- 게리 쿠퍼
- 진 아서

### 조연
- 제임스 엘리슨
- 찰스 빅포드
- 헬렌 버게스
- 포터 홀
- 폴 하비
- 빅터 바르코니
- 존 밀란
- 프랭크 맥길린  시니어
- 그랜빌 베이츠
- 프랭크 앨버트슨
- 퍼넬 프랫
- 프레드 콜러
- 팻 모리어리티
- 찰스 쥬델스
- 해리 우즈
- 앤서니 퀸
- 프란시스 맥도널드
- 조지 어니스트
- 조지 헤이스
- 퍼지 나이트
- 리처드 알렉산더
- 스탠리 앤드류스
- 후퍼 앳츨리
- 아서 에이리스워스
- 얼빙 베이콘
- 셔우드 베일리
- 제임스 베이커
- 행크 벨
- 몬트 블루
- 에버렛 브라운
- 레인 챈들러
- 데이비슨 클락
- 조지 클리브랜드
- 잭 클리포드
- 데이빗 클라이드
- 켄 쿠퍼
- 시드니 댈브룩
- 맥스 데이비슨
- 에드가 디어링
- 프랭클린 파넘
- 버드 파인
- 프란시스 포드
- 조나단 헤일
- 척 해밀턴
- 벤 헨드릭스 주니어
- 윌리엄 험프리
- 존 하이암스
- 노블 존슨
- 제인 켁클리
- 듀크 R. 리
- 윌버 맥
- 에드윈 맥스웰
- 필로 맥컬로프
- 넬슨 맥도웰
- 월터 맥그레일
- 레일라 맥킨타이어
- 칼 밀러
- 루이스 나데오
- 폴 뉴랜
- 데니스 오키프
- 테드 올리버
- 버드 오스본
- 지미 필립스

## 제작진
- 조감독: 아서 로슨
- 의상: 조 드 영
- 의상: 드와이트 프랭클린
- 의상: 나탈리 비사르